# Sudamericano Juvenil A de Rugby 2018
El Sudamericano Juvenil A de Rugby 2018 fue la trigésima tercera edición del torneo que se jugó en abril en Asunción, Paraguay.
Por primera vez compitieron seis equipos, divididos en dos grupos en los que cada selección jugó un partido contra las selecciones del otro grupo.
Los Teritos, apodo de los juveniles de Uruguay, ganaron el torneo venciendo sus 3 partidos, de esta forma obtuvieron el cupo para el Mundial B 2018.

## Equipos participantes
| - Selección juvenil de rugby de Brasil (Tupís M20) - Selección juvenil de rugby de Uruguay (Teritos M20) - Selección juvenil de rugby de Venezuela (Orquídeas M20) | - Selección juvenil de rugby de Chile (Cóndores M20) - Selección juvenil de rugby de Colombia (Tucancitos M20) - Selección juvenil de rugby de Paraguay (Yacarés M20) |

## Posiciones
| Pos. | Equipo    | Encuentros | Encuentros | Encuentros | Encuentros | Tantos  | Tantos    | Tantos     | Puntos |
| Pos. | Equipo    | jugados    | ganados    | empatados  | perdidos   | a favor | en contra | diferencia | Puntos |
| ---- | --------- | ---------- | ---------- | ---------- | ---------- | ------- | --------- | ---------- | ------ |
| 1    | Uruguay   | 3          | 3          | 0          | 0          | 178     | 24        | + 154      | 9      |
| 2    | Chile     | 3          | 2          | 0          | 1          | 156     | 44        | + 112      | 6      |
| 3    | Paraguay  | 3          | 2          | 0          | 1          | 105     | 66        | + 39       | 6      |
| 4    | Brasil    | 3          | 1          | 0          | 2          | 85      | 62        | + 23       | 3      |
| 5    | Colombia  | 3          | 1          | 0          | 2          | 57      | 163       | - 106      | 3      |
| 6    | Venezuela | 3          | 0          | 0          | 3          | 10      | 232       | - 222      | 0      |

Nota: Se otorgan 3 puntos al equipo que gane un partido, 1 al que empate y 0 al que pierda
|  | Campeón y clasifica a JWRT 2018 |

## Resultados

### Primera fecha
| 8 de abril 12:00 | Venezuela | 0 - 119 | Chile |  |  |

| 8 de abril 14:00 | Uruguay | 99 - 5  | Colombia |  |  |
|                  |         | Reporte |          |  |  |

| 8 de abril 16:00 | Brasil | 23 - 25 | Paraguay |  |  |
|                  |        | Reporte |          |  |  |

### Segunda fecha
| 11 de abril 12:00 | Venezuela | 5 - 45  | Colombia |  |  |
|                   |           | Reporte |          |  |  |

| 11 de abril 14:00 | Brasil | 3 - 30  | Chile |  |  |
|                   |        | Reporte |       |  |  |

| 11 de abril 16:00 | Uruguay | 38 - 12 | Paraguay |  |  |
|                   |         | Reporte |          |  |  |

### Tercera fecha
| 14 de abril 12:00 | Brasil | 59 - 7  | Colombia |  |  |
|                   |        | Reporte |          |  |  |

| 14 de abril 14:00 | Venezuela | 5 - 68 | Paraguay |  |  |

| 14 de abril 16:00 | Uruguay | 41 - 7 | Chile |  |  |

| Bandera de Uruguay |
| Campeón Uruguay    |
| Quinto título      |